# آب‌انبار درب شازده
آب‌انبار درب شازده مربوط به دوره صفوی است و در لار، بلوار سید علی اصغرلاری، محله نو، پشت مسجد شازده واقع شده و این اثر در تاریخ ۱۹ مرداد ۱۳۸۴ با شمارهٔ ثبت ۱۲۷۱۸ به‌عنوان یکی از آثار ملی ایران به ثبت رسیده است.